# Fomperron
Fomperron est une commune du centre-ouest de la France située dans le département des Deux-Sèvres en région Nouvelle-Aquitaine.

## Géographie

### Climat
Pour des articles plus généraux, voir Climat de la Nouvelle-Aquitaine et Climat des Deux-Sèvres.
Historiquement, la commune est exposée à un climat océanique du nord-ouest.  
En 2020, Météo-France publie une typologie des climats de la France métropolitaine dans laquelle la commune est exposée à un climat océanique et est dans la région climatique  Poitou-Charentes, caractérisée par un bon ensoleillement, particulièrement en été et des vents modérés.
Pour la période 1971-2000, la température annuelle moyenne est de 11,4 °C, avec une amplitude thermique annuelle de 14,5 °C. Le cumul annuel moyen de précipitations est de 874 mm, avec 12,7 jours de précipitations en janvier et 7 jours en juillet. Pour la période 1991-2020, la température moyenne annuelle observée sur la station météorologique la plus proche, située sur la commune de Ménigoute à 4 km à vol d'oiseau, est de 12,5 °C et le cumul annuel moyen de précipitations est de 956,8 mm,. Pour l'avenir, les paramètres climatiques de la commune estimés pour 2050 selon différents scénarios d’émission de gaz à effet de serre sont consultables sur un site dédié publié par Météo-France en novembre 2022.

## Urbanisme

### Typologie
Au 1er janvier 2024, Fomperron est catégorisée commune rurale à habitat très dispersé, selon la nouvelle grille communale de densité à sept niveaux définie par l'Insee en 2022.
Elle est située hors unité urbaine. Par ailleurs la commune fait partie de l'aire d'attraction de Saint-Maixent-l'École, dont elle est une commune de la couronne,. Cette aire, qui regroupe 4 communes, est catégorisée dans les aires de moins de 50 000 habitants,.

### Occupation des sols
L'occupation des sols de la commune, telle qu'elle ressort de la base de données européenne d’occupation biophysique des sols Corine Land Cover (CLC), est marquée par l'importance des territoires agricoles (78,6 % en 2018), une proportion sensiblement équivalente à celle de 1990 (78,5 %). La répartition détaillée en 2018 est la suivante : 
zones agricoles hétérogènes (39,1 %), prairies (25,9 %), forêts (21,4 %), terres arables (13,6 %). L'évolution de l’occupation des sols de la commune et de ses infrastructures peut être observée sur les différentes représentations cartographiques du territoire : la carte de Cassini (XVIIIe siècle), la carte d'état-major (1820-1866) et les cartes ou photos aériennes de l'IGN pour la période actuelle (1950 à aujourd'hui).

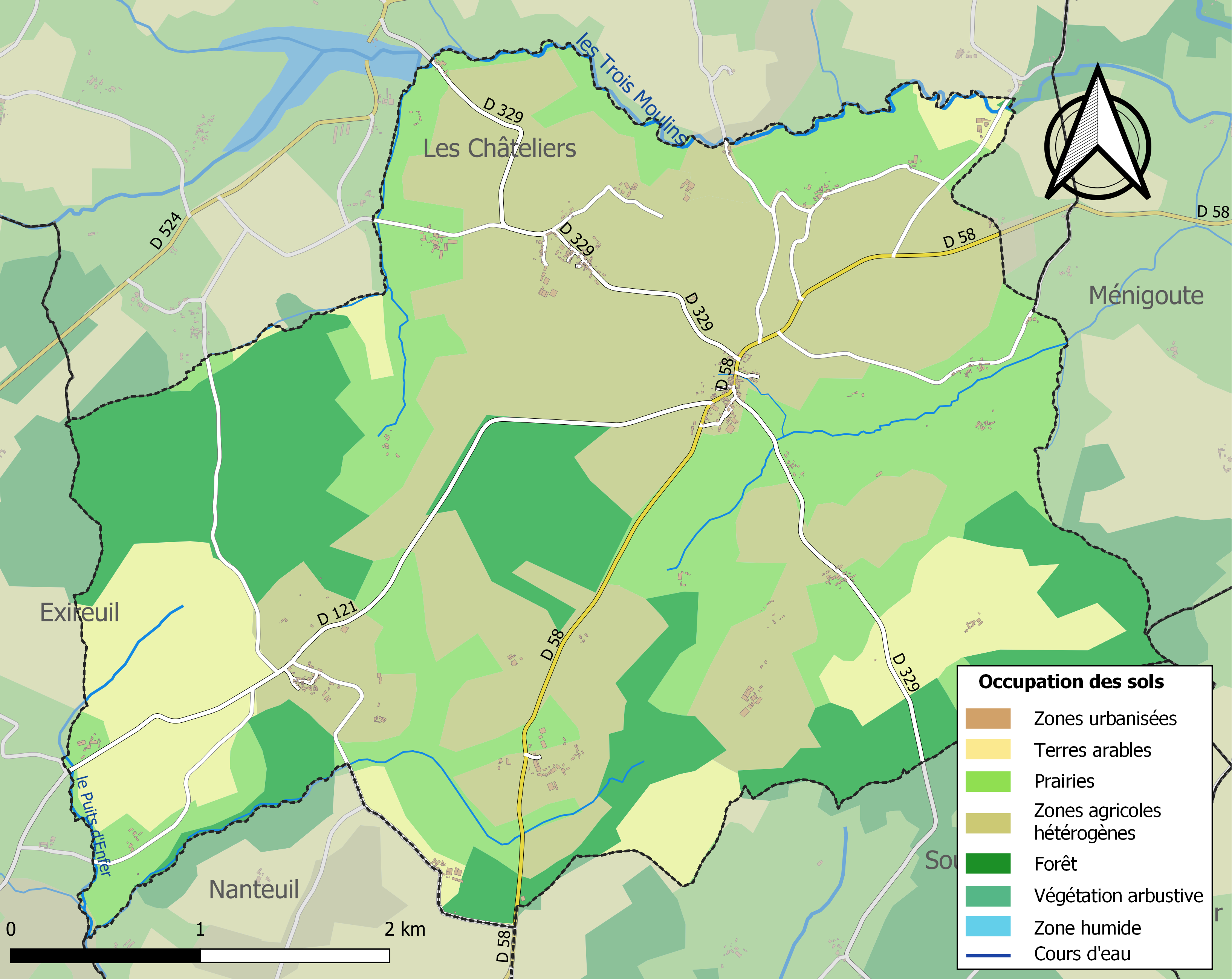
Carte des infrastructures et de l'occupation des sols de la commune en 2018 (CLC).

### Risques majeurs
Le territoire de la commune de Fomperron est vulnérable à différents aléas naturels : météorologiques (tempête, orage, neige, grand froid, canicule ou sécheresse), inondations, mouvements de terrains et séisme (sismicité modérée). Il est également exposé à un risque particulier : le risque de radon. Un site publié par le BRGM permet d'évaluer simplement et rapidement les risques d'un bien localisé soit par son adresse soit par le numéro de sa parcelle.

#### Risques naturels
Certaines parties du territoire communal sont susceptibles d’être affectées par le risque d’inondation par débordement de cours d'eau, notamment les Trois Moulins. La commune a été reconnue en état de catastrophe naturelle au titre des dommages causés par les inondations et coulées de boue survenues en 1982, 1983, 1999 et 2010,.

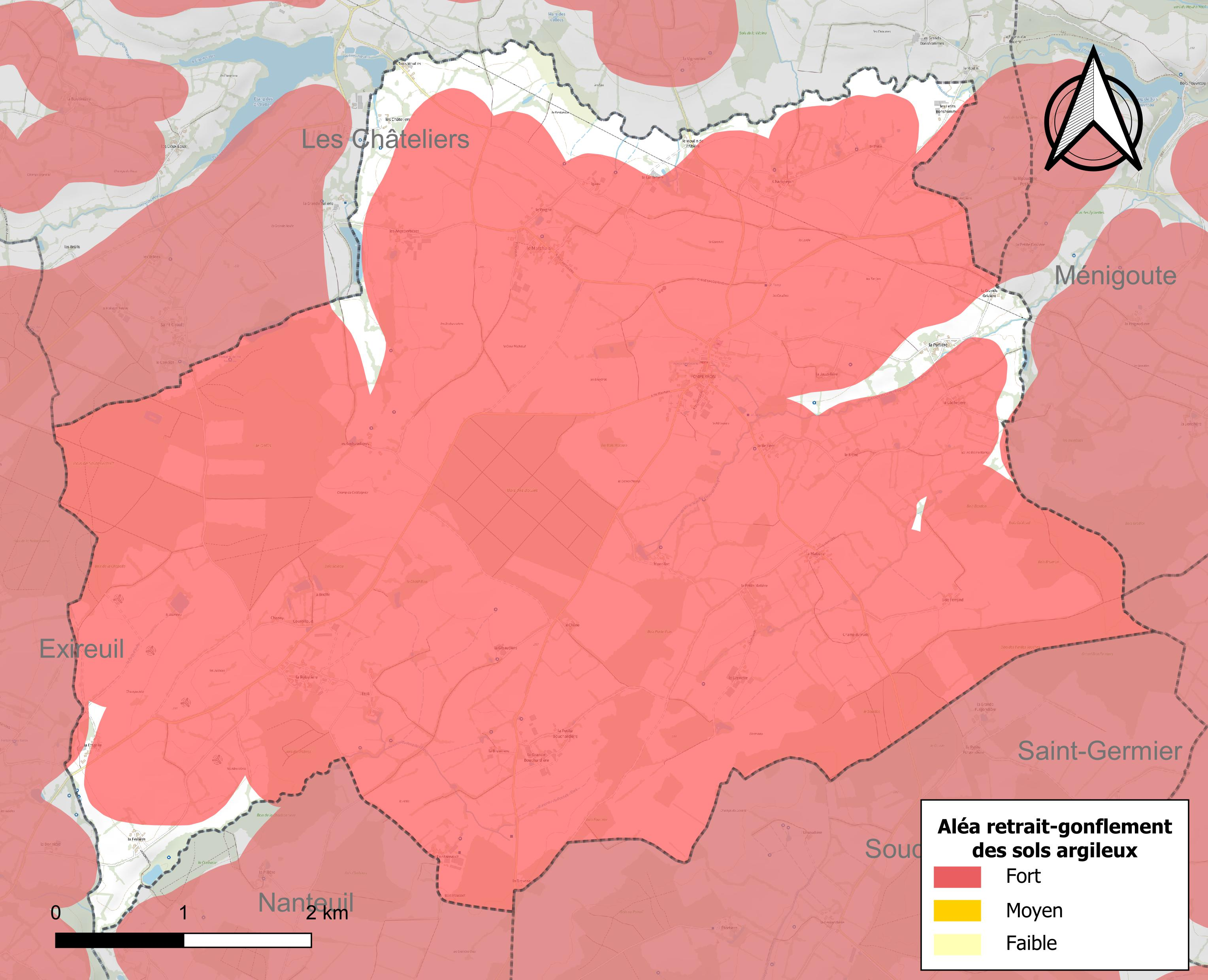
Carte des zones d'aléa retrait-gonflement des sols argileux de Fomperron.

Les mouvements de terrains susceptibles de se produire sur la commune sont des mouvements de terrains, notamment des tassements différentiels. Le retrait-gonflement des sols argileux est susceptible d'engendrer des dommages importants aux bâtiments en cas d’alternance de périodes de sécheresse et de pluie. 92,5 % de la superficie communale est en aléa moyen ou fort (54,9 % au niveau départemental et 48,5 % au niveau national). Depuis le 1er octobre 2020, en application de la loi ELAN, différentes contraintes s'imposent aux vendeurs, maîtres d'ouvrages ou constructeurs de biens situés dans une zone classée en aléa moyen ou fort,.
La commune a été reconnue en état de catastrophe naturelle au titre des dommages causés par la sécheresse en 1989, 1991, 1996, 2003 et 2009 et par des mouvements de terrain en 1999 et 2010.

#### Risque particulier
Dans plusieurs parties du territoire national, le radon, accumulé dans certains logements ou autres locaux, peut constituer une source significative d’exposition de la population aux rayonnements ionisants. Selon la classification de 2018, la commune de Fomperron est classée en zone 3, à savoir zone à potentiel radon significatif.

## Histoire
L'histoire de Fomperron est étroitement liée à celle de l'ancienne abbaye des Châtelliers, fondée en 1119 et fermée en 1791.
Cependant, dès l'époque gallo-romaine, la région était habitée. Les vestiges d'une ancienne tuilerie romaine (IIe siècle) subsistent à La Gâchetière et laissent penser qu'elle a fourni des tuiles pour l'édification de la cité romaine de Sanxay (86).
Au Moyen Âge, une grande partie du territoire de la commune appartenait aux moines bénédictins de l'abbaye des Châteliers. Au XIIe siècle, ces moines très actifs défrichèrent une surface importante de bois et de forêts ; de là sont venus les noms de certains hameaux de la commune : les "Anges Bertières" et les "Anges Draudières" maintenant appelés les "Angebertières" et les " Andraudières".
Fomperron doit son nom à la source située près du bourg, réputée intarissable, d'où son nom de "fontaine perenne" qui a donné ensuite "Font-Perron" et enfin Fomperron.
L'église de Fomperron fut construite en 1693 par un fermier général, le sieur Sarson.

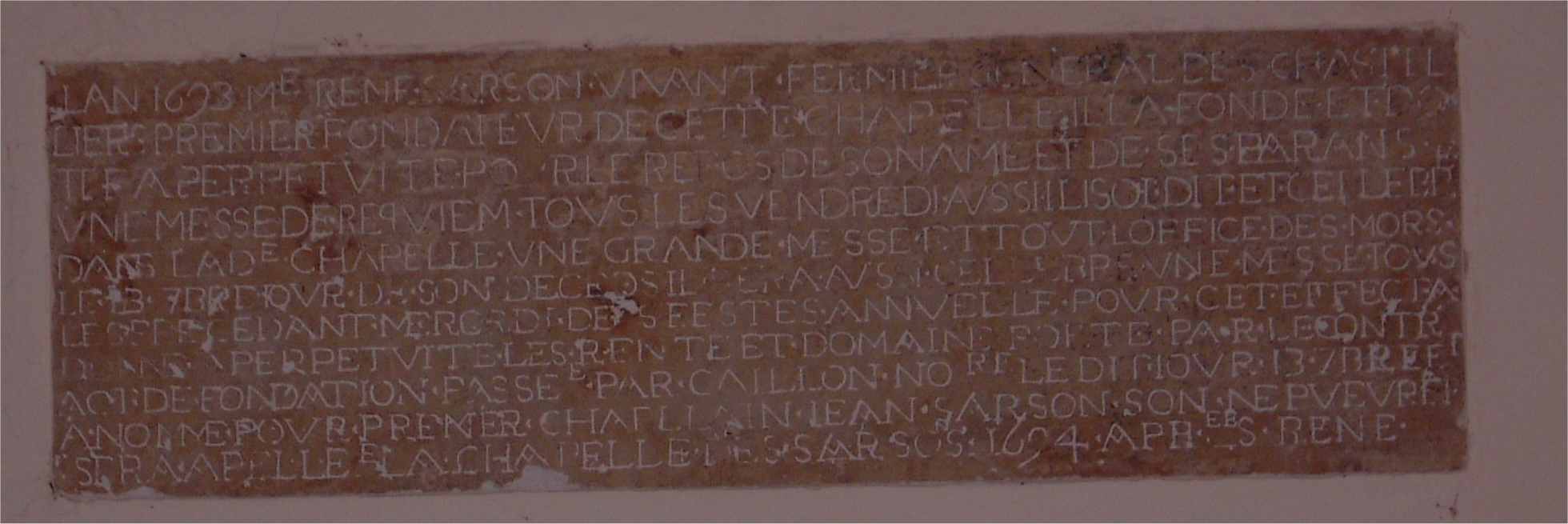
Plaque de l'église Saint - Maximin de Fomperron.Transcription : L'AN 1693 ME RENE SARSON, VIVANT FERMIER GENERAL DES CHASTELLIERS, PREMIER FONDATEUR DE CETTE CHAPELLE, IL L'A FONDE ET DOTEE A PERPETUITE POUR LE REPOS DE SON AME ET DE SES PARANS UNE MESSE DE REQUIEM TOUS LES VENDREDI ; AUSSI IL SOIT DIT ET CELEBRE DANS LADE CHAPELLE UNE GRANDE MESSE ET TOUT L'OFFICE DES MORS LE 13 7BRE, JOUR DE SON DECEDS, IL SERA AUSSI CELEBREE UNE MESSE TOUS LES PRECEDANT MERCREDI DES FESTES ANNUELLE. POUR CETTE F FECT A DONNE A PERPETUITE LES RENTE ET DOMAINE PORTE PAR LE CONTRAT DE FONDATION PASSE PAR CAILLON, NORE, LE DIT JOUR 13 7BRE, ET A NOMME POUR PRENER CHAPELAIN JEAN SARSON, SON NEVEU R, ET SERA APPELEE LA CHAPELLE DES SARSONS 1694

## Politique et administration

### Liste des maires
| Période   | Période | Identité     | Étiquette | Qualité |
| --------- | ------- | ------------ | --------- | ------- |
| mars 2008 |         | Serge Boutet | DVD       |         |

## Population et société

### Démographie
À partir du XXIe siècle, les recensements réels des communes de moins de 10 000 habitants ont lieu tous les cinq ans. Pour Fomperron, cela correspond à 2004, 2009, 2014, etc. Les autres dates de « recensements » (2006, etc.) sont des estimations légales.
| 1793 | 1800 | 1806 | 1821 | 1831 | 1836 | 1841 | 1846 | 1851 |
| ---- | ---- | ---- | ---- | ---- | ---- | ---- | ---- | ---- |
| 758  | 607  | 626  | 809  | 870  | 921  | 933  | 977  | 944  |

| 1856 | 1861 | 1866 | 1872 | 1876 | 1881 | 1886 | 1891 | 1896 |
| ---- | ---- | ---- | ---- | ---- | ---- | ---- | ---- | ---- |
| 982  | 954  | 927  | 876  | 891  | 850  | 855  | 845  | 874  |

| 1901 | 1906 | 1911 | 1921 | 1926 | 1931 | 1936 | 1946 | 1954 |
| ---- | ---- | ---- | ---- | ---- | ---- | ---- | ---- | ---- |
| 864  | 868  | 814  | 700  | 707  | 690  | 694  | 653  | 632  |

| 1962 | 1968 | 1975 | 1982 | 1990 | 1999 | 2004 | 2006 | 2009 |
| ---- | ---- | ---- | ---- | ---- | ---- | ---- | ---- | ---- |
| 579  | 535  | 455  | 392  | 354  | 333  | 348  | 356  | 424  |

| 2014 | 2019 | 2022 | - | - | - | - | - | - |
| ---- | ---- | ---- | - | - | - | - | - | - |
| 423  | 405  | 388  | - | - | - | - | - | - |

## Lieux et monuments
- Église Saint-Maximin de Fomperron

## Personnalités liées à la commune
- Raoul Augereau (1889-1940), général de brigade aérienne, tué au cours de la campagne de France au Catelet, y a sa sépulture.
- Odette Sorensen (1903 - 1999), écrivaine de romans policiers, grand prix du roman policier en 1949.